# Polychrus peruvianus
Espèce
Statut de conservation UICN

 VU B1ab(iii) : Vulnérable
Synonymes
- Polychroides peruvianus Noble, 1924

Polychrus peruvianus est une espèce de sauriens de la famille des Polychrotidae.

## Répartition et habitat
Cette espèce se rencontre au Pérou dans les régions de Cajamarca et de Piura et en Équateur dans la province Zamora-Chinchipe,. Elle vit principalement dans les forêts équatoriales sèches mais est également présente dans les forêts humides. On la trouve entre 400 et 1 450 m d'altitude.

## Étymologie
Cette espèce est nommée en référence au lieu de sa découverte, le Pérou.

## Publication originale
- Noble, 1924 : New lizards from northwestern Peru. Occasional Papers of the Boston Society of Natural History, vol. 5, p. 107-113 (texte intégral).